# Athienou
Athienou (griechisch Αθηένου, türkisch Kiracıköy), in der Antike lat. Golgi von altgriechisch Γόλγοι (Golgoi), ist ein Ort im Bezirk Larnaka in Zypern. Er ist einer der wenigen Orte, die in der UN-Pufferzone zwischen dem Süd- und Nordteil der Insel liegen. Im Jahr 2021 hatte er 5202 Einwohner. Der Ort liegt in der östlichen Mesaoria, einem seit der Antike dicht besiedelten Gebiet. Das antike Golgoi war hier ein Stadtkönigreich im 1. Jahrtausend vor Chr., sein archäologisch seit dem 19. Jahrhundert erfasstes Zentrum lag ca. 3 km östlich von Athienou.

## Geographie

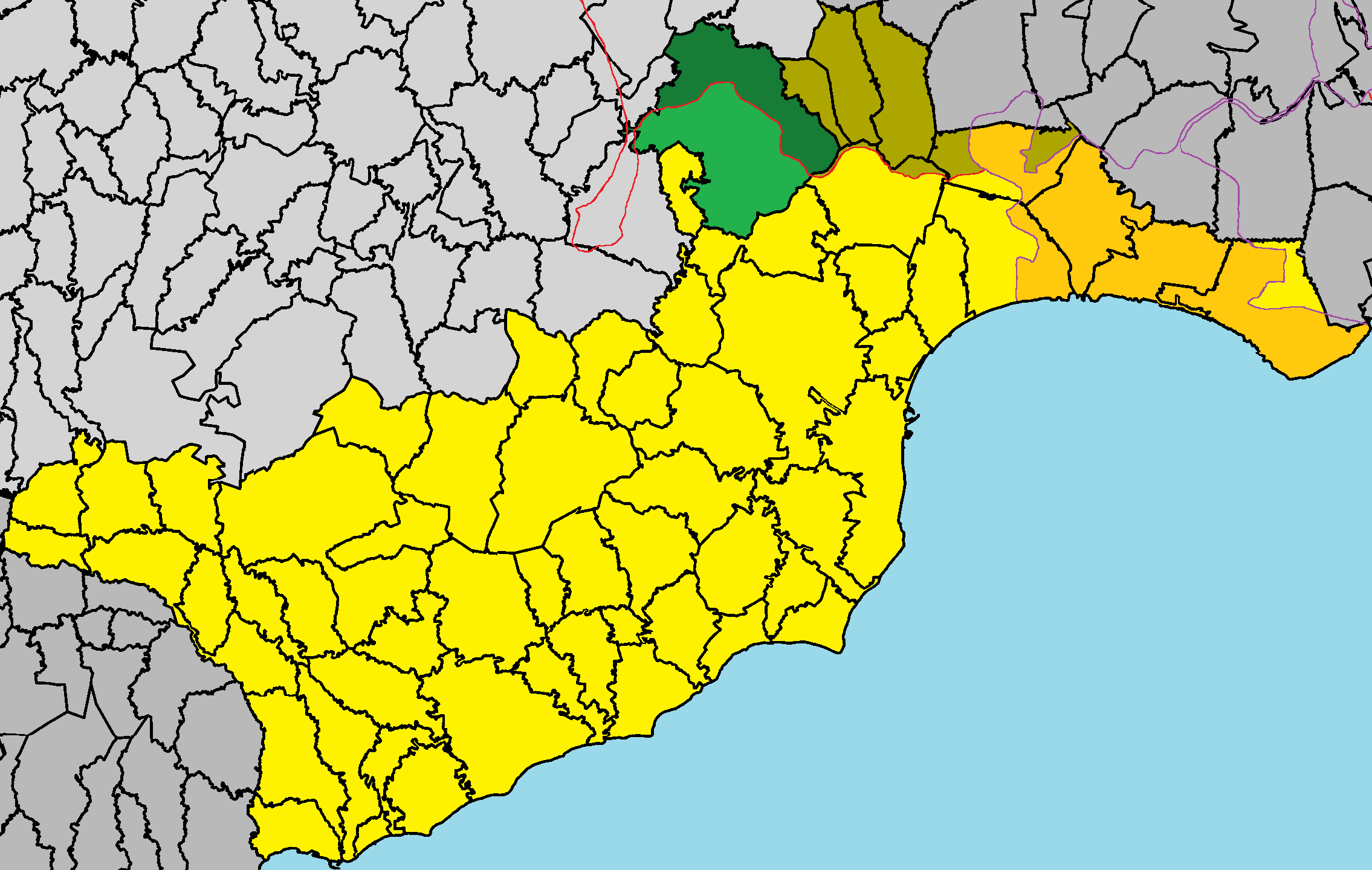
Lage im Bezirk Larnaka; auch zu sehen der besetzte Teil der Gemeinde

Athienou liegt im Inneren der Insel Zypern, nördlich der Hafenstadt Larnaka und südöstlich der Hauptstadt Nikosia, inmitten der grünen Linie, der Pufferzone zwischen der Republik Zypern und der international nicht anerkannten Türkischen Republik Nordzypern. Ein Teil des Gemeindegebiets liegt dabei nördlich der Grenze im besetzten Gebiet.

## Geschichte
Auch wenn sich der zypriotische Historiker Leontios Machairas bereits im Mittelalter auf den Ort mit dem heutigen Namen bezog, ist die Lokalisierung von Athienou mit Golgoi verbreitet akzeptiert. Athanasios Sakellarios war 1851 der erste griechische Gelehrte, der den alten Namen Golgi mit der archäologischen Stätte nordöstlich von Athienos identifizierte. Diese Hügellage ist als Γιόρκοι (Giorkoi) bekannt (man beachte die Ähnlichkeit mit Golgoi, „Γόλγοι“), und hier fand Athanasios Sakellarios bereits 1851 einige Wohnbauten, allerdings nicht das überlieferte Heiligtum der „golgischen“ Aphrodite (A. Ko-lo-ki-a).
Funde unweit im Jahr 1918 stützten die Identifikation von Athienou bzw. Γιόρκοι mit Golgoi.
Systematische Ausgrabungen in Γιόρκοι wurden zwischen 1969 und 1972 durch die archäologische Mission der Universität Thessaloniki durchgeführt.
Unter diesen Voraussetzungen geht die Geschichte von Athienou zurück bis in die zyprische Antike. Das auf dem Gebiet des heutigen Ortes befindliche antike Königreich Golgoi wurde bereits vom griechischen Dichter Theokritos im dritten Jahrhundert vor Christus beschrieben. Hiernach war Golgoi bekannt durch den Kult um die griechische Göttin Aphrodite, noch bevor der Kult in Paphos aufkam.
Etwa fünf Kilometer südwestlich von Athinai gibt es zudem die Fundstätten von Mall(o)ura, die seit 1990 im Rahmen des Athienou Archaeological Project ausgegraben werden.
Golgoi verlor während der römischen Zeit immer mehr an Bedeutung. Seit der frühen Neuzeit entwickelte sich jedoch der Nachfolgeort Athienou zu einem landwirtschaftlichen Zentrum der Region. Selbst heute, nach der Besetzung eines Teils der Gemeinde, stammen 10 % der nationalen Getreideproduktion von Bauern aus Athienou und 45 % der Viehzucht der Insel konzentriert sich auf das Gemeindegebiet.

### Bevölkerungsentwicklung
Die folgende Tabelle zeigt die Bevölkerung von Athienou, wie sie in den in Zypern durchgeführten Volkszählungen erfasst wurde.
| Jahr      | 1881 | 1891 | 1901 | 1911 | 1921 | 1931 | 1946 | 1960 | 1976 | 1982 | 1992 | 2001 | 2011 | 2021 |
| Einwohner | 1192 | 1367 | 1569 | 1914 | 2223 | 2451 | 3169 | 3417 | 3385 | 3570 | 3851 | 4242 | 5017 | 5202 |

## Städtepartnerschaften
Athienou unterhält eine Partnerschaft mit folgender Gemeinde:
- Neapoli (Gemeinde in der Präfektur Ätolien-Akarnanien)